# Koninklijke Harmonie De Ster Evere
Koninklijke Harmonie De Ster Evere (soms ook: Concert Band De Ster) is een harmonieorkest uit Evere dat opgericht werd in 1879.

## Geschiedenis
In 1865 werd in Evere een muziekvereniging met de naam "Sinte-Cecilia" opgericht. Ten gevolge van onenigheid hebben in 1879 enige leden een nieuwe muziekmaatschappij opgericht. De Fanfare De Ster was geboren. Met slechts 4 muzikanten (piston, bugel, trombone en tuba) werd de eerste uitstap op 23 februari 1879 verricht ten voordele van het "Weldadigheidsbureel", nu Openbaar Centrum voor Maatschappelijk Welzijn (O.C.M.W.). De lokale dichter Frans van Assche dichtte het "Ster lied". 
Op 5 juni 1880 werd van De Ster een vaandel aangekocht. In 1910 werd door koning Albert I het predicaat Koninklijk verleend. In 1920 schakelt de fanfare over naar een harmonieorkest. Kort na de 100-jaar viering in 1979 kwam voor de vereniging een zeer zware tijd. Het moest een heel nieuw bestuur en een nieuwe dirigent. Maar ook deze situatie werd overwonnen.
Directie werd in 1979 overgenomen door Paul Schoovaerts, klarinettist en al 20 jaar muzikant bij De Ster.
Het orkest heeft dan heel mooie jaren gekend met veel concerten in Brussel, België maar ook in het buitenland. 
De Ster heeft ook de heer gehad om met bekende Belgische artiesten zoals onder meer Sandra Kim, Liliane St-Pierre, Chantal Câlin, Pascal Deman en Sofie.  
In 2016 heeft De Ster nogmaals een grote crisis gekend waar een nieuw bestuur en een nieuwe dirigent gezocht moest worden. 
Het is wel gebeurd als de jonge muzikant Nicolas Fagel, eerste alt-saxofonist bij De Ster, de directie heeft overgenomen.

## Dirigenten
- 1879-1889 Hubert ’s Jongers
- 1889-1935 Pieter Alderson
- 1935-1940 Gustaaf Buelens
- 1941-1953 Pierre Alderson
- 1953-1957 Maurice Clabeck
- 1957-1962 Raymond Burton
- 1962-1979 Pierre Weemaels
- 1979-2016 Paul Schoovaerts
- 2016- heden   Nicolas Fagel